# Rhamnales
Ordre
Classification APG II (2003)
Classification APG III (2009)
Les Rhamnales sont un ordre de plantes dicotylédones.
En classification classique de Cronquist (1981) il comprend trois familles :
- Leeacées
- Rhamnacées
- Vitacées (famille de la vigne).

En classification phylogénétique APG II (2003) et classification phylogénétique APG III (2009) cet ordre n'existe pas